# Чемпіонат Європи з дартсу (PDC)
Чемпіонат Європи з дартсу PDC (англ. PDC Europe Darts Championship) — щорічний турнір з дартсу, організований PDC. Проходить із 2008 року. Турнір дозволяє провідним гравцям конкурувати з гравцями найвищого рейтингу (PDC Order of Merit). Турнір проходить в різні місяці. В ньому беруть участь 32 гравці. Турнір має характер відкритого, оскільки в ньому беруть участь гравці не лише з Європи.

## Історія
Перший турнір — чемпіонат Європи 2008 року — проходив у м. Франкфурт-на-Майні (Німеччина), і мав призовий фонд у розмірі 200 000 фунтів стерлінгів.

## Спонсори
| Спонсор        | Роки                  |
| -------------- | --------------------- |
| PartyPoker.net | 2008—2013             |
| 888.com        | 2014                  |
| Unibet         | 2015—2020             |
| Cazoo          | 2021—2022             |
| Machineseeker  | 2023 – теперішній час |

## Результати і статистика
Чемпіони виділені жирним шрифтом.
| Рік  | Чемпіон                   | Титул | Рахунок | Фіналіст                 | Спонсор        | Призовий фонд | Приз чемпіона | Приз фіналіста | Арена                            |
| ---- | ------------------------- | ----- | ------- | ------------------------ | -------------- | ------------- | ------------- | -------------- | -------------------------------- |
| 2008 | Філ Тейлор (104,35)       | 1     | 11-5    | Адріан Льюїс (96,56)     | PartyPoker.net | £200 000      | £50 000       | £25 000        | Зюдбанхоф, Франкфурт-на-Майні    |
| 2009 | Філ Тейлор (109,35)       | 2     | 11-3    | Стів Бітон (97,16)       | PartyPoker.net | £200 000      | £50 000       | £20 000        | Клаус Івент Центр, Хофддорп      |
| 2010 | Філ Тейлор (105,74)       | 3     | 11-1    | Вейн Джонс (94,64)       | PartyPoker.net | £200 000      | £50 000       | £20 000        | Штадтхалле, Дінслакен            |
| 2011 | Філ Тейлор (109,29)       | 4     | 11-8    | Адріан Льюїс (98,72)     | PartyPoker.net | £200 000      | £50 000       | £20 000        | Маритим Готель, Дюссельдорф      |
| 2012 | Саймон Вітлок (94,91)     | 1     | 11-5    | Bec Ньютон (89,47)       | PartyPoker.net | £200 000      | £50 000       | £20 000        | RWE-Шпортхалле, Мюльгайм-на-Рурі |
| 2013 | Адріан Льюїс (103,34)     | 1     | 11-6    | Саймон Вітлок (99,59)    | PartyPoker.net | £200 000      | £50 000       | £20 000        | RWE-Шпортхалле, Мюльгайм-на-Рурі |
| 2014 | Майкл ван Гервен (98,16)  | 1     | 11-4    | Террі Дженкінс (92,90)   | 888.com        | £250 000      | £55 000       | £25 000        | RWE-Шпортхалле, Мюльгайм-на-Рурі |
| 2015 | Майкл ван Гервен (107,28) | 2     | 11-10   | Гері Андерсон (102,42)   | Unibet         | £300 000      | £65 000       | £35 000        | Ethias Arena, Хасселт            |
| 2016 | Майкл ван Гервен (111,62) | 3     | 11-1    | Мензур Сульович (85,91)  | Unibet         | £400 000      | £100 000      | £40 000        | Ethias Arena, Хасселт            |
| 2017 | Майкл ван Гервен (108,91) | 4     | 11-7    | Роб Кросс (102,39)       | Unibet         | £400 000      | £100 000      | £40 000        | Ethias Arena, Хасселт            |
| 2018 | Джеймс Вейд (91,44)       | 1     | 11-8    | Саймон Вітлок (88,81)    | Unibet         | £400 000      | £100 000      | £40 000        | Вестфаленхален, Дортмунд         |
| 2019 | Роб Кросс (93,12)         | 1     | 11-6    | Гервін Прайс (84,51)     | Unibet         | £500 000      | £120 000      | £60 000        | Lokhalle, Геттінген              |
| 2020 | Пітер Райт (104,33)       | 1     | 11-4    | Джеймс Вейд (95,28)      | Unibet         | £500 000      | £120 000      | £60 000        | König Pilsener Arena, Обергаузен |
| 2021 | Роб Кросс (92,91)         | 2     | 11-8    | Майкл ван Гервен (93,66) | Cazoo          | £500 000      | £120 000      | £60 000        | Зальцбургарена, Зальцбург        |
| 2022 | Росс Сміт (101,32)        | 1     | 11-8    | Майкл Сміт (100,47)      | Cazoo          | £500 000      | £120 000      | £60 000        | Вестфаленхален, Дортмунд         |
| 2023 | Пітер Райт (97,39)        | 2     | 11-8    | Джеймс Вейд (92,09)      | Machineseeker  | £500 000      | £120 000      | £60 000        | Вестфаленхален, Дортмунд         |